# Čedo Kirchner
Čedo Kirchner (njem. Cedo Kirchner; Ljubljana, 1923. – Beč, 27. listopada 1993.), austrijski arhitekt.

## Životopis
Kirchner je rođen 1923. godine u Ljubljani, Kraljevini SHS. Otac mu je bio arhitekt pa su često mijenjali mjesto boravka. Djetinjstvo te doba prvog školovanja proveo je u Zagrebu. Vrijeme Drugog svjetskog rata odvodi ga na finski front gdje je proveo četiri godine. Nakon izlaska iz logora odlazi u Beč, u grad od kuda potječe njegova obitelj.  Beč je u to vrijeme bio pod Savezničkom okupacijom. U Beču studira arhitekturu na Tehničkom sveučilištu na kojem je i diplomirao 1953. godine. Nakon studija zbog posla odlazi u Jugoslaviju gdje počinje raditi. Međutim, ubrzo se vraća u Beč kad su se Savezničke vlasti povukle 1955. godine a Austrija je ponovo postala suverena republika. U Beču se nastavlja baviti arhitekturom.
Kirchner je bio slobodni zidar, član Velike lože Austrije. Godine 1991. je pokrenuo inicijativu za obnovu slobodnog zidarstva u Hrvatskoj i Sloveniji. Temeljem ove inicijative, Velika loža Austrije je oformila Ložu "Ilirija" sa sjedištem u Beču iz koje će kasnije proizaći Velika loža Hrvatske i Velika loža Slovenije.